# Wanderers Special Club
Wanderers Special Club – nowozelandzki klub piłkarski z siedzibą w Auckland. działający w latach 2013–2015.

## Historia
Klub został założony w 2013 roku, w latach 2013 – 2015 występował w rozgrywkach New Zealand Football Championship. W zespole występowali jedynie zawodnicy poniżej 20 roku życia. Klub został utworzony w celu rozwijana młodych zawodników dla kadry reprezentacji Nowej Zelandii U-20. Rozwiązany po zakończeniu sezonu 2014/2015 w rozgrywkach New Zealand Football Championship.